# کرول
کرول (به اسپانیایی: Querol) یک منطقهٔ مسکونی در اسپانیا است که در آلت کمپ واقع شده‌است. کرول ۷۲٫۳ کیلومتر مربع مساحت دارد ۵۶۵ متر بالاتر از سطح دریا واقع شده‌است.